# Frontera entre Eslovaquia y Ucrania
La frontera entre Eslovaquia y Ucrania es el límite que separa Eslovaquia y Ucrania. 

## Historia
La frontera data después de la Segunda Guerra Mundial en 1945 y separaba a la Unión Soviética de Checoslovaquia, después de la separación de Ucrania de la Unión Soviética en 1991, Ucrania tomó su lugar y en 1993 pasó a serlo con Eslovaquia tras su separación de Checoslovaquia.
En 1946, la frontera entre Ucrania y Eslovaquia cortó el pueblo de Slemence en dos partes: Vľké Slemence quedó en Checoslovaquia y Malí Selmentsi traspasado a la Unión Soviética. Un paso fronterizo se abrió el 23 de diciembre de 2005 para los peatones y ciclistas.
El argumento de la película documental Hranica trata sobre este asunto y ha recibido el premio de la mejor película documental de Europa Central en 2009.

## Características
La extremidad norte es el trifinio con Polonia  y sur con Hungría.

## Puestos de control fronterizos
Los puestos fronterizos son los siguientes:
Road
| Uzhhorod       | Bandera de Ucrania | align="center" | Bandera de Eslovaquia | Vyšné Nemecké                                                         | solo tráfico motorizado, no se permiten peatones ni ciclistas | 48°39′21″N 22°15′55″E / 48.655749, 22.265296 |
| Malyi Bereznyi | Bandera de Ucrania |                | Ubľa                  | solo para vehículos con peso máximo autorizado de hasta 3,5 toneladas | 48°53′02″N 22°25′14″E / 48.883937, 22.420478                  |                                              |

Rail
| Pavlove (Pallo) | Bandera de Ucrania | — | Bandera de Eslovaquia | Maťovce          | solo flete |
| Chop            | Bandera de Ucrania | — | Bandera de Eslovaquia | Čierna nad Tisou |            |

Others
| Mali Selmentsi | Bandera de Ucrania | — | Bandera de Eslovaquia | Veľké Slemence | solo para peatones y ciclistas | 48°30′40″N 22°09′15″E / 48.511125, 22.154290 |

En 2008 cruzaron la frontera unos 2,8 millones de personas y más de 1,5 millones de objetos de transporte.

## Galería

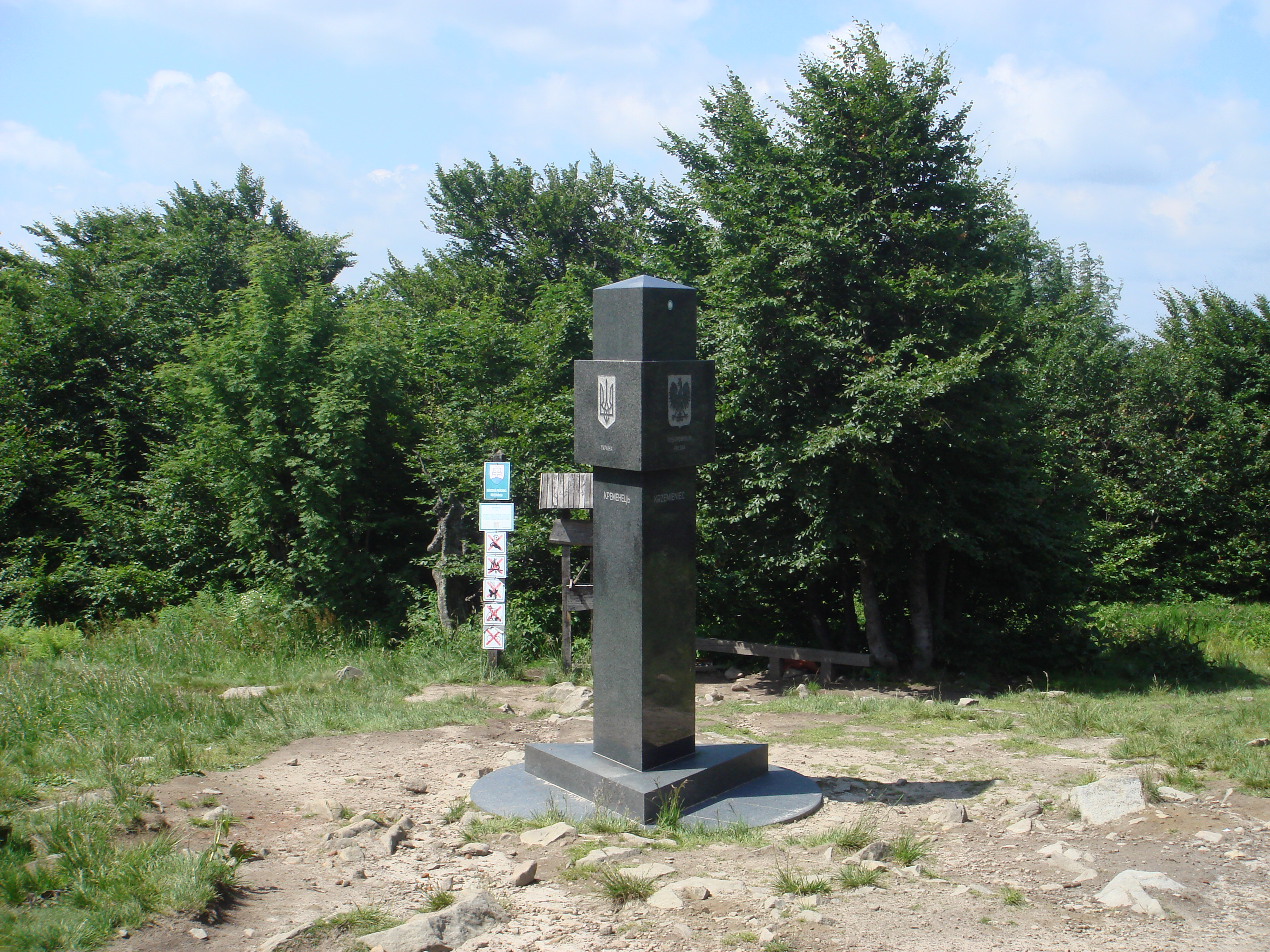
Tripunto fronterizo Eslovaquia, Polonia y Ucrania
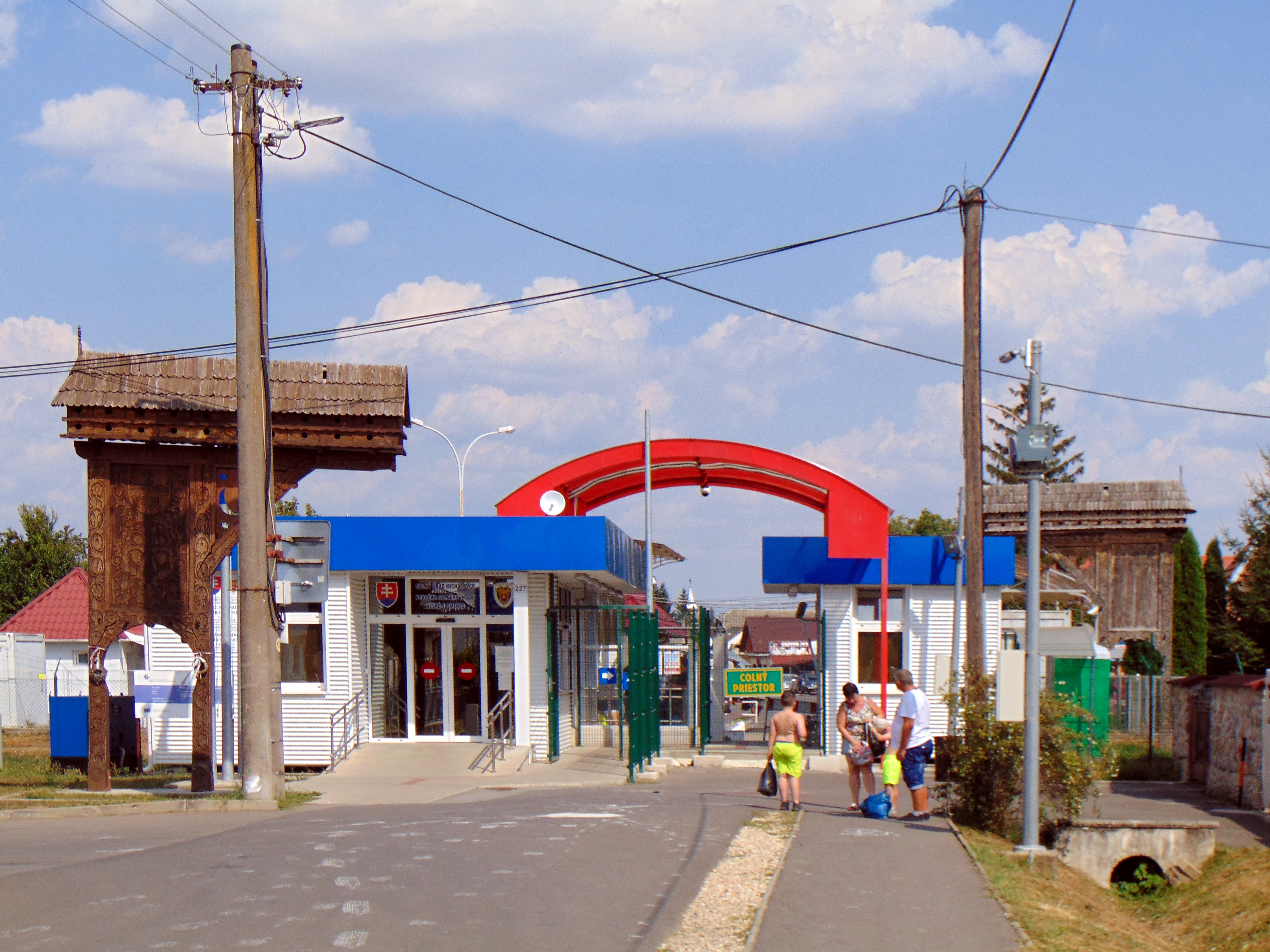
Puerta que funciona como Hito en la frontera entre Eslovaquia y Ucrania, punto de cruce Veľké Slemence - Mali Selmentsi; visto desde Eslovaquia.
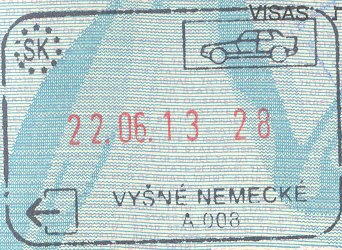
Sello de pasaporte de salida emitido en el paso fronterizo de Vyšné Nemecké.